# Stewart Green
Stewart Green (ur. 1 sierpnia 1944 w Toronto) – były kanadyjski żeglarz uczestniczący w Letnich Igrzyskach Olimpijskich w 1968 roku.
Startując wraz z Rogerem Greenem zajął 7. miejsce w klasie Latający Holender.